# Scipio (Indiana)
Scipio es un lugar designado por el censo ubicado en el condado de Jennings en el estado estadounidense de Indiana. En el Censo de 2010 tenía una población de 153 habitantes y una densidad poblacional de 50,58 personas por km².

## Geografía
Scipio se encuentra ubicado en las coordenadas 39°4′28″N 85°42′54″O / 39.07444, -85.71500. Según la Oficina del Censo de los Estados Unidos, Scipio tiene una superficie total de 3.03 km², de la cual 2.97 km² corresponden a tierra firme y (1.71%) 0.05 km² es agua.

## Demografía
Según el censo de 2010, había 153 personas residiendo en Scipio. La densidad de población era de 50,58 hab./km². De los 153 habitantes, Scipio estaba compuesto por el 100% blancos, el 0% eran afroamericanos, el 0% eran amerindios, el 0% eran asiáticos, el 0% eran isleños del Pacífico, el 0% eran de otras razas y el 0% pertenecían a dos o más razas. Del total de la población el 0.65% eran hispanos o latinos de cualquier raza.